# بالام ۳۷۴۹
سیارک ۳۷۴۹ (به انگلیسی: 3749 Balam، نامگذاری:1982BG1) سه هزار و هفتصد و چهل و نهمین سیارک کشف شده‌است که در ۲۴ ژانویه ۱۹۸۲ کشف شد.
قدر مطلق سیارک برابر ۱۳٫۴۰ است.